# Русино (Барановицький район)
Русино (біл. Русіно) — село в Білорусі, у Барановицькому районі Берестейської області. Орган місцевого самоврядування — Великолуцька сільська рада.

## Населення
За переписом населення Білорусі 2009 року чисельність населення села становило 1560 осіб.